# Castrat
Un castrat (castrato, en italià, castrati, pl) és un tipus de veu masculí de cant clàssic equivalent a la d'una soprano, mezzosoprano o contralt. La veu es produeix per l'emasculació en la infància, abans de la pubertat, o bé en aquells individus que, per una condició endocrinològica, no arriben mai a la maduresa sexual.
La castració, en les seves primeres etapes, impedeix que la laringe d'un home es transformi el canvi de veu abans de la pubertat. Com a resultat, l'extensió vocal de la prepubescència, compartida per ambdós sexes, es manté en gran part, i la veu es desenvolupa fins a l'edat adulta d'una única forma. La castració prepúber amb aquesta finalitat va disminuir molt a finals del segle xviii.
A mesura que el cos dels castrats creixia, la seva manca de testosterona feia que la seva epífisi (articulacions òssies) no s'endurís de la manera normal. Així, les extremitats dels castrats sovint creixien inusualment llargues, igual que les costelles. Això, combinat amb un entrenament intensiu, els donava una potència pulmonar i una capacitat respiratòria inigualables. A través de petites cordes vocals de mida infantil, les seves veus també eren extraordinàriament flexibles i força diferents de la veu femenina adulta equivalent. El seu registre vocal era més alt que el del mascle adult no castrat. Escoltant els únics enregistraments supervivents d'un castrat, es podia escoltar com la part inferior de la veu sona com un tenor molt agut, amb un registre superior més semblant a un falset.
Poques vegades es feia referència als castrats com a tals al segle xviii, amb l'eufemisme músic que s'utilitzava generalment, tot i que normalment tenia implicacions despectives. Un altre sinònim era evirat, que significa literalment "masculat". El terme eunuc és un terme més general, ja que històricament, molts eunucs eren castrats després de la pubertat i, per tant, la castració no va tenir cap impacte en les seves veus.

## Història
Es creu que la incorporació dels cantants eunucs a la litúrgia catòlica s'esdevingué al segle xii en el context de la geografia ibèrica a causa de la convivència amb la cultura mossàrab. Els primers documents que fan referència de la presència dels cantants castrats diuen que provenen de la península Ibèrica i daten els primers anys del segle xvi. La institució eclesiàstica aconsellava la pràctica de la castració d'aquells escolans cantants que tenien destacades aptituds musicals i les famílies sacrificaven els atributs dels seus fills a canvi de la seva estabilitat laboral. A la nòmina dels cantors de la capella papal de 1602-03, al costat dels cèlebres cantors castrats Rossini i Grisardo, s'hi trobaven consignats diversos cantors hispànics sota l'epígraf de spagnuolo eunuco.
A partir del segle xvii, l'entrada dels castrati en el repertori operístic llançà a la fama els cantants italians. I per això es construïren escoles de cant a Nàpols (amb Francesco Provenzale i Nicola Porpora); a Bolonya (amb P. F Tosi i F.A. Pistochi), Gènova, Milà, Mòdena i Florència. Van ser famosos Baldassare Ferri (1610 - 1680) i Giovanni Francesco Grossi Siface (1653 - 1697).

## Castrats rellevants
- Domenico Cecchi (1650-1717)
- Loreto Vittori (1604–1670)
- Baldassare Ferri (1610-1680)
- Atto Melani (1626–1714)
- Giovanni Grossi Siface (1653–1697)
- Pier Francesco Tosi (1654–1732)
- Matteo Sassano Matteuccio (1667 - 1737)
- Nicolo Grimaldi Nicolini (1673 - 1732)
- Antonio Bernacchi (1685 - 1756)
- Francesco Bernardi Senesino (c.1685 - c.1759)
- Valentino Urbani Valentini (1690–1722)
- Giacinto Fontana Farfallino (1692–1739)
- Carlo Broschi Farinelli (1705 - 1782)
- Domenico Annibali Domenichino (1705–1779)
- Giovanni Carestini (1705 - 1760)
- Gaetano Majorano Gaetano Caffarelli (1710 - 1783)
- Felice Salimbeni (1712–1752)
- Gioacchino Conti Gizziello (1714 - 1761)
- Giovanni Manzuoli (1720–1782)
- Gaetano Guadagni (1725 - 1792)
- Paolo Bedeschi (1727-1784)
- Giusto Fernando Tenducci (ca. 1736–1790)
- Giuseppe Millico Il Muscovita (1737–1802)
- Gasparo Pacchiarotti (1740 - 1821)
- Venanzio Rauzzini (1748 - 1810)
- Luigi Marchesi (1754 - 1829)
- Vincenzo dal Prato (1756–1828)
- Girolamo Crescentini (1762 - 1848)
- Giovanni Battista Velluti (1781 - 1861), el darrer castrat que pujà als escenaris el 1830
- Domenico Mustafà (1829-1912)
- Giovanni Cesari (1843-1904)
- Domenico Salvatori (1855-1909)
- Alessandro Moreschi (1858 - 1922)